# Ablemma berryi
Ablemma berryi är en spindelart som beskrevs av Shear 1978. Ablemma berryi ingår i släktet Ablemma och familjen Tetrablemmidae. Inga underarter finns listade i Catalogue of Life.